# Canal EDF de la Durance
Le canal EDF de la Durance, ou canal usinier de la Durance, est le nom d'un ensemble cohérent de canaux, barrages et usines alimentés par l'eau de la Durance depuis le barrage de Serre-Ponçon jusqu'à l'étang de Berre. L'ensemble est long de 250 kilomètres, dont la moitié dans les Bouches-du-Rhône, pour un dénivelé de plus de 655 mètres. Il sert à l'irrigation, l’adduction d’eau potable et la production d'électricité. Il a été réalisé par la Région d'équipement hydraulique (REH) Alpes III et est géré par le Groupement régional de production hydraulique (GRPH) Méditerranée d'Électricité de France.

## Géographie

### Canal de Curbans
Construit entre 1963 et 1965, et mis en service en 1966, le canal de Curbans est la partie du canal usinier qui achemine une partie des eaux de la Durance depuis le bassin de compensation du barrage de Serre-Ponçon jusqu'au plan d'eau de Curbans-La Saulce, en passant par la centrale de Curbans. Implanté en rive gauche de la Durance, d'orientation Est-Ouest, il est long de 17 kilomètres et comprend, d'amont en aval : un tronçon de 5 kilomètres à l'air libre, une galerie souterraine de 9 kilomètres, l'usine enterrée, un canal de fuite souterrain de 2 kilomètres, et enfin un canal en surface de 1 kilomètre. L'ensemble a été réalisé par la Région d'équipement hydraulique (REH) Alpes IV et est géré par le sous-groupe Haute-Durance du Groupement régional de production hydraulique (GRPH) Méditerranée d'EDF.
Le premier tronçon, du barrage d'Espinasses à Rochebrune, est en cuvette avec un profil en coupe trapézoïdal — un fond large de 9 mètres pour une largeur en surface de 43 à 50 — entre deux digues latérales hautes de 23 à 25 mètres, l'ensemble mesurant 84,5 mètres de large à la base. Il comporte en fin de parcours un piège à graviers connecté à un déversoir. Par contre il ne comporte pas de dispositif de vidange. Seule l'usine de Curbans peut être amenée à turbiner et à évacuer les dépôts inertes par une vanne en direction de la Durance (débit 80 m3/s).
L'usine de Curbans, souterraine pour sa partie fonctionnelle, est située sur la commune de Venterol, à la limite des communes de Tallard et de Curbans, et presque à cheval sur les départements des Hautes-Alpes et des Alpes-de-Haute-Provence. Mise en service de février à août 1966, elle a une capacité de turbinage de 230 m3/s sur une hauteur de chute de 83 mètres. Composée de 3 groupes type Francis d'une puissance nominale unitaire de 55 000 kVA, elle a une productivité moyenne de 465 GWh.

### Canal de Sisteron
Le canal de Sisteron est la partie du canal usinier qui achemine les eaux de la Durance du barrage de Curbans jusqu’au lac du barrage Saint-Lazare, à Sisteron. Le canal de fuite de ce barrage, qui est aussi le canal d’amenée de la centrale hydroélectrique de Salignac, est une prolongation du canal de Sisteron.

### Canal d’Oraison
Long de 21,5 km, le canal d'Oraison est la partie du canal usinier qui recueille les eaux de la Durance au barrage de l'Escale (à la cote 432 m) et les achemine jusqu’à la centrale hydroélectrique d’Oraison. Il reçoit les eaux de la Bléone détournées par le barrage de Malijai (apport de 20 m3). Le canal est établi sur la terrasse de la Durance. Immédiatement après le barrage de L’Escale, la digue du canal supporte la RD 1085 (ancienne route nationale 85 ou route Napoléon). Dans cette partie, le plan d’eau est large de 35 m et le canal profond de 6,5 m.
Le canal franchit la voie ferrée de Saint-Auban à Digne via un siphon, puis la Bléone par un pont-canal de 55 m de portée.
Les Pénitents et le village des Mées sont contournés par un tunnel de 2 770 m de long, et de section 10 × 10 m. La dernière partie du canal, longue de 12,260 km, est établie sur la terrasse durancienne, puis creusée dans des poudingues de la bordure du plateau de Valensole.
À Oraison, la centrale bénéficie d’une chute d’eau de 84,8 m.

### Canal d’Oraison à Cadarache
Le canal de fuite d’Oraison coule d’abord en souterrain (sur 500 m), puis dans la plaine de la Durance sur 3,3 km. Un pont-canal franchit la Durance : établi sur 26 arches, il mesure 252 m de long et 25 m de large. En fin de pont, le courant est divisé en deux par une cloison vers deux canaux différents :
- une partie des eaux est déviée via un canal de 120 m3/s et alimente des centrales électriques construites par l’Énergie électrique du littoral méditerranéen au début du XXe siècle et maintenues lors de l’aménagement de la Durance[9] :
  - centrale de La Brillanne ;
  - usine du Largue à Villeneuve ;
  - usine de Sainte-Tulle I ;
- l’excédent du débit, 140 m3/s, alimente des usines construites dans les années 1960[9] :
  - usine de Manosque ;
  - usine de Sainte-Tulle II.

Cette répartition est schématique, puisque les eaux des deux canaux sont réunies avant les deux usines de Sainte-Tulle, qui sont construites côte à côte. Les eaux de la Durance sont ensuite transportées par un canal unique et sont turbinées par l’usine de Beaumont. Elles sont réunies en aval à celles du Verdon au barrage de Cadarache.

### Canal de l’EDF dans les Bouches-du-Rhône
Le canal reprend son parcours dans le bassin d’éclusée de Cadarache, vaste plan d'eau de 120 hectares.
La Durance et le canal coulent en parallèle dans ces premiers kilomètres. Le village de Saint-Paul-lès-Durance est encerclé par les deux cours d'eau. Peu après le pont de Mirabeau, le canal alimente la première des cinq centrales qui jalonnent son parcours final. Peu après son passage dans cette centrale EDF, ses eaux alimentent le canal de Peyrolles (canal agricole).
Son parcours chemine ensuite près de Meyrargues, à l'écart de la Durance, puis près du château de Fonscolombe, de Puy-Sainte-Réparade, et du château d'Arnajon. À Saint-Estève-Janson, le canal alimente une usine EDF et le canal de Marseille, l'autre, la branche principale, passe au pied de l’abbaye de Silvacane. Près de Mallemort, une troisième centrale est alimentée par une chute d'eau sur le canal. Une dérivation reverse ensuite, une partie des eaux vers la Durance, la conduite principale partant vers Lamanon, où son tracé devient proche de celui de l'autoroute A7 dans la traversée de l'agglomération de Salon-de-Provence.
Le canal étant un peu moins puissant qu'à son départ, du fait des diverses dérivations et prises d’eau des canaux agricoles, la centrale de Salon-de-Provence, dans le quartier de la Croix-Blanche au sud-est du centre-ville, produit moins d'électricité que les trois premières du parcours. Peu avant de quitter Salon-de-Provence, le canal franchit quasiment perpendiculairement le lit du fleuve côtier Touloubre (qui s'écoule sous lui par un large conduit), puis passe près du Moulin Neuf[réf. nécessaire], et part vers Lançon-Provence et Cornillon-Confoux, avant d'alimenter la dernière centrale du parcours, l'usine de Saint-Chamas, juste avant que les eaux du canal se jettent dans l'étang de Berre, à Beau Rivage.

Canal EDF
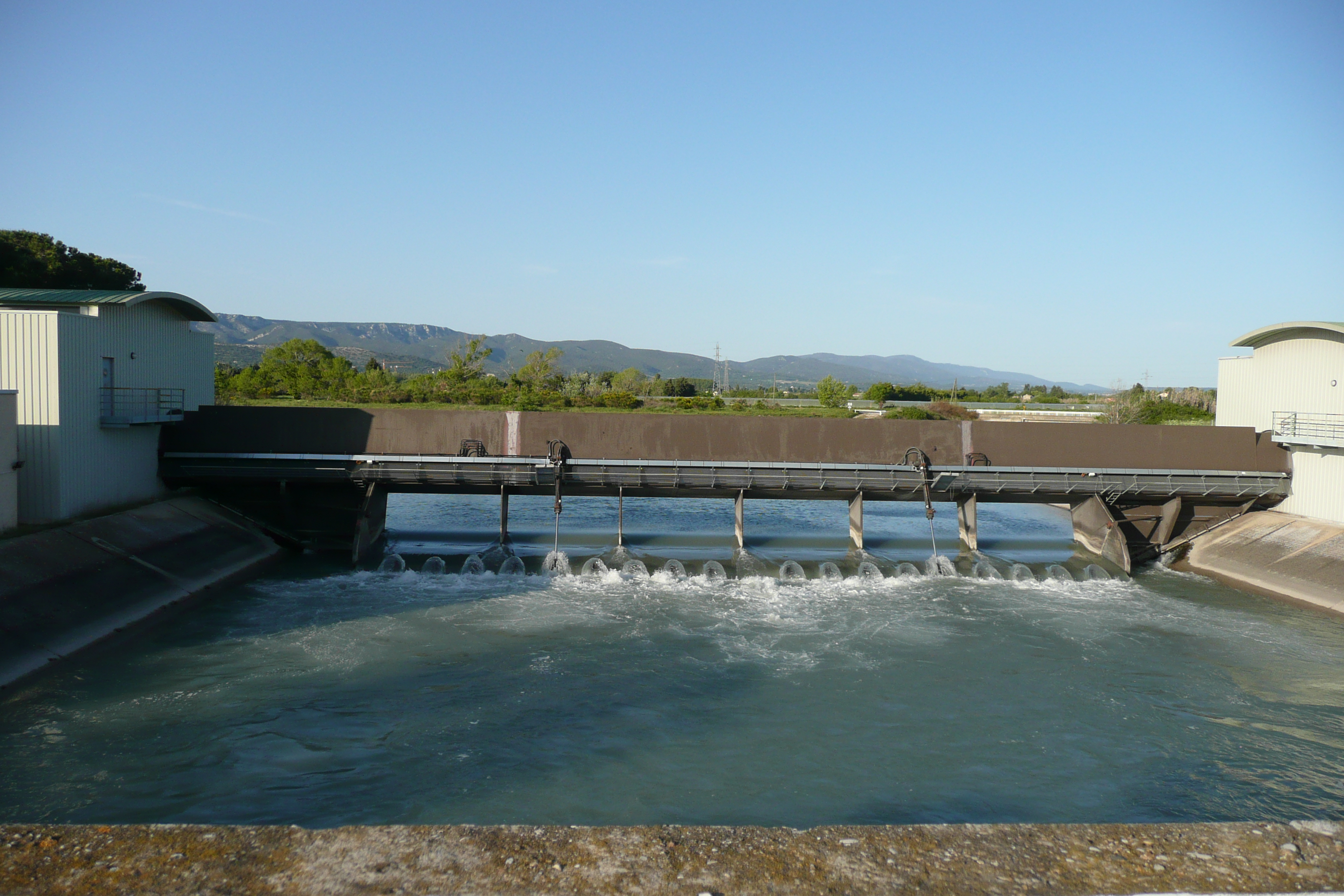
Le canal à Mallemort.
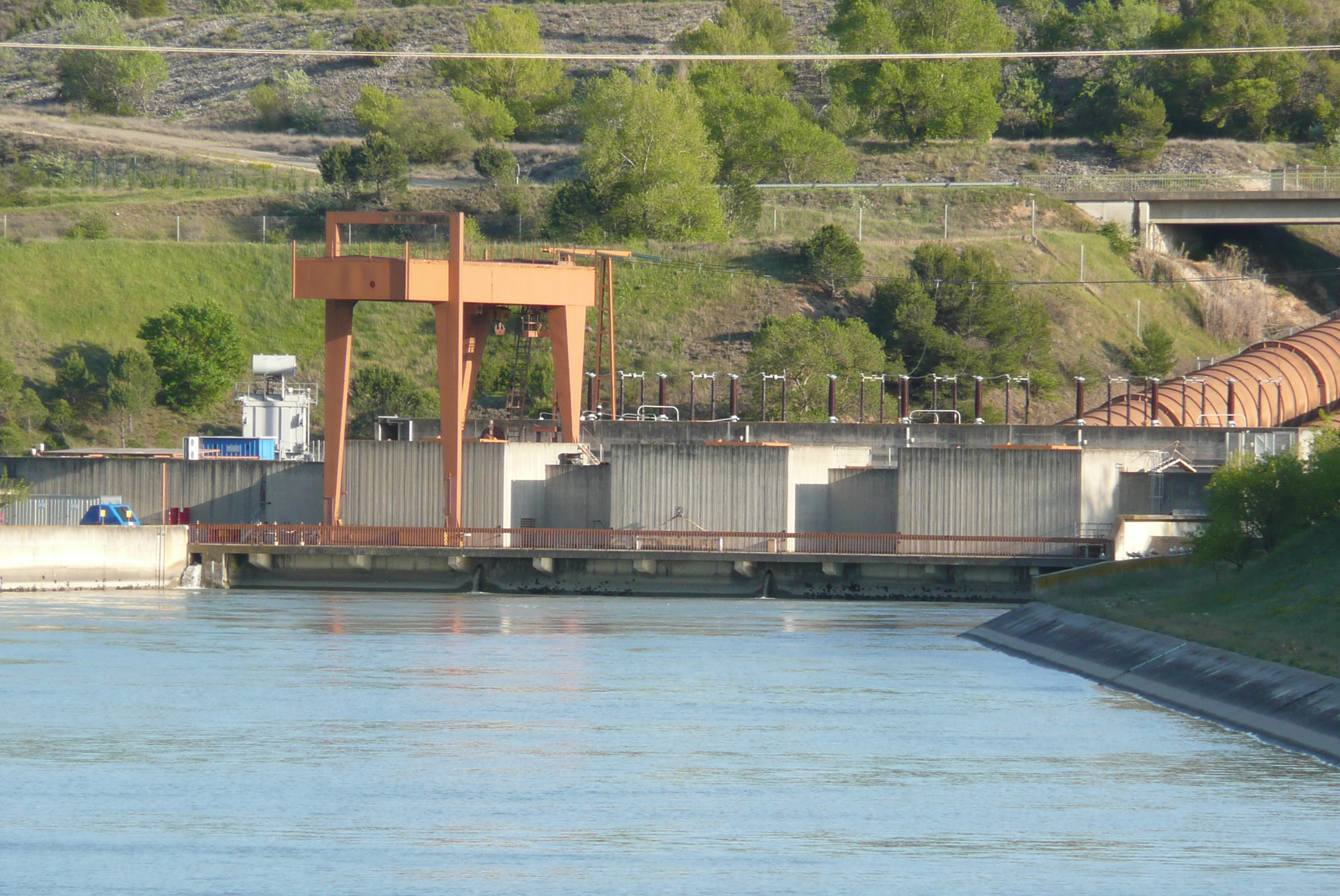
Centrale près de Mallemort.
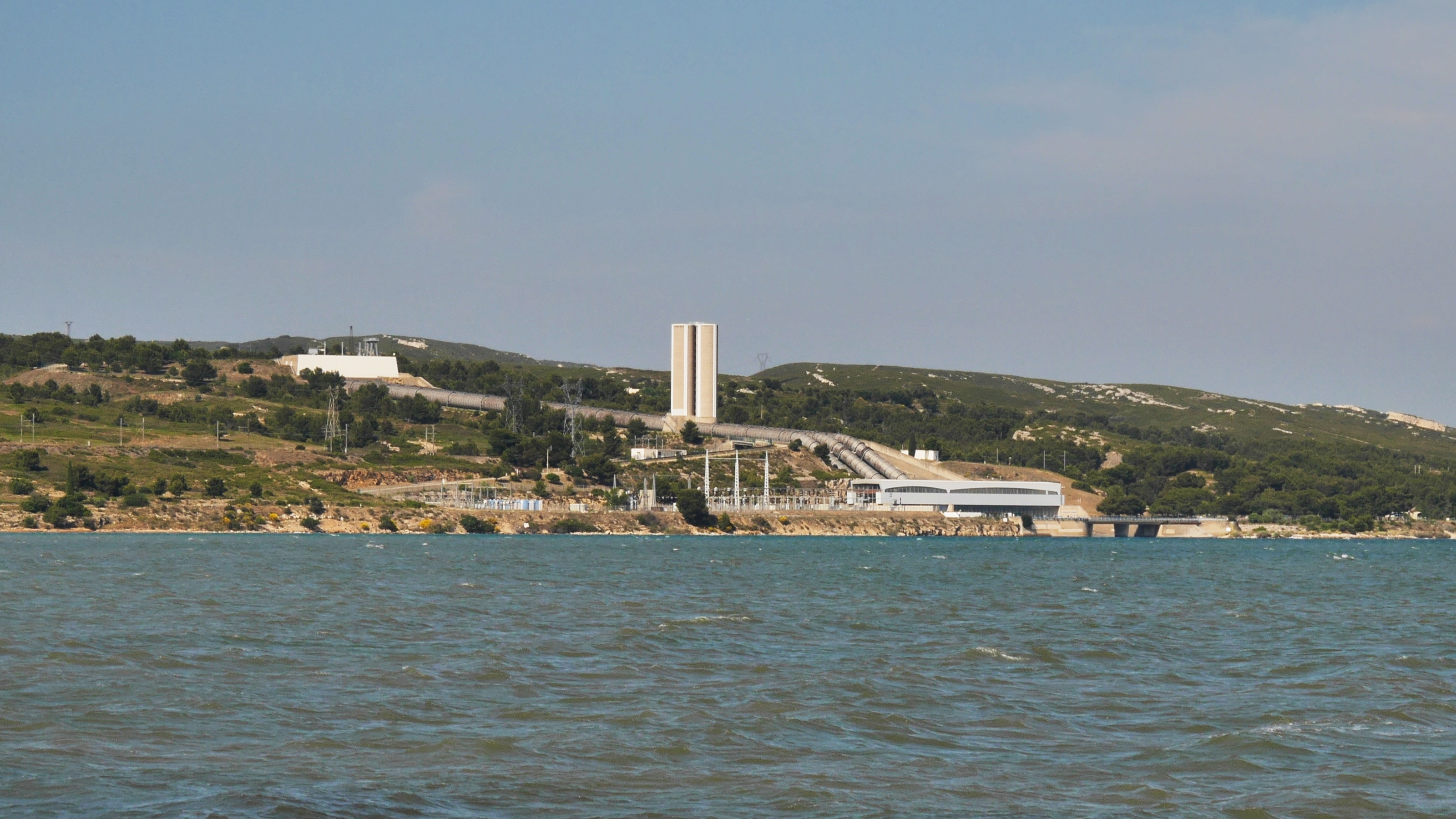
Centrale de Saint-Chamas, vue depuis la digue EDF sur l'étang de Berre.
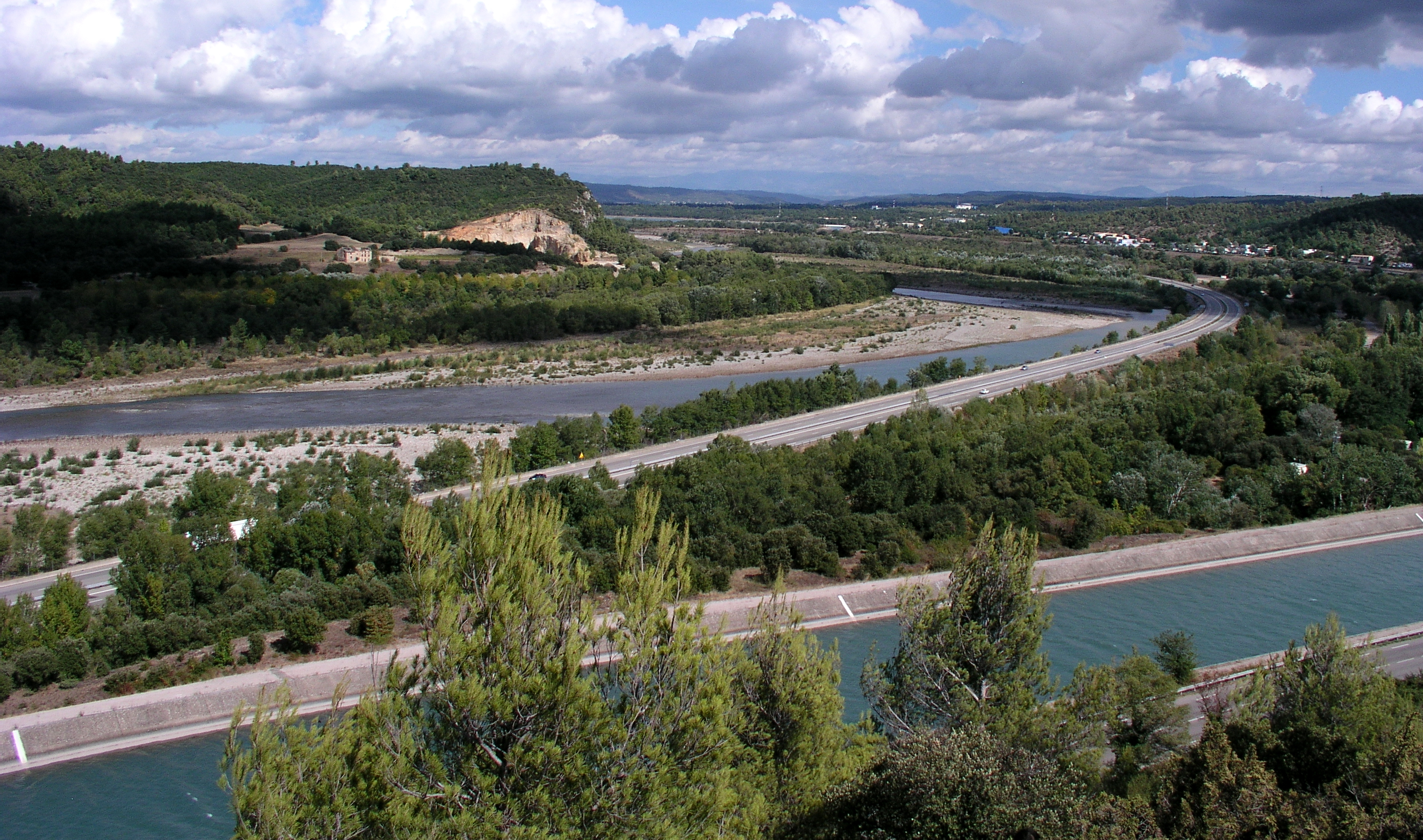
La vallée et le canal de la Durance avant la clue de Mirabeau.

## Caractéristiques

### Le canal
Le canal a une section moyenne de 20 m de large sur 8 m de profondeur.
Le canal possède une pente faible pour permettre la décantation des alluvions de la Durance, dans le grand bassin de Cadarache, sans trop de rejets dans l'étang de Berre. La pente faible du canal est aussi destinée à maximiser la différence de gradient entre le canal et le lit de la rivière ce qui permet à des intervalles donnés de créer une chute et donc d'insérer une centrale hydro-électrique et générer de l'électricité. La section du canal est choisie pour permettre de véhiculer le débit requis et sa forme est en général choisie pour assurer un débit moyen constant et minimiser la décantation.
Près du village de Saint-Paul-lès-Durance, le ruisseau Abéou a dû être canalisé pour passer sous le canal EDF.

### Les ouvrages d'art
- Galerie d'aménagement proche du Pont de Mirabeau.